# Calephelis
Calephelis är ett släkte av fjärilar. Calephelis ingår i familjen Riodinidae.

## Bildgalleri

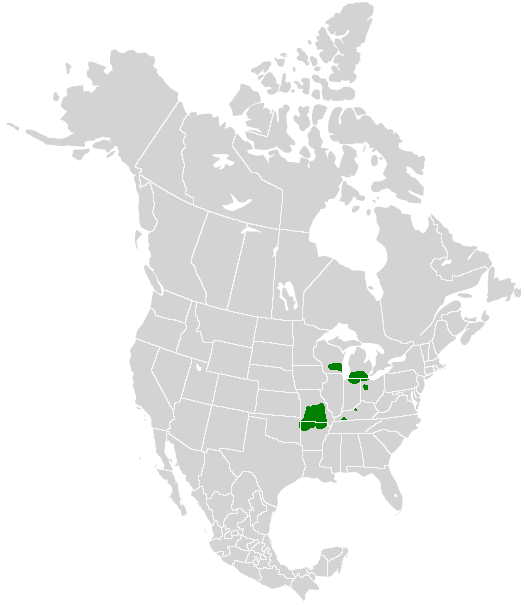

## Dottertaxa tillCalephelis, i alfabetisk ordning[1]
- Calephelis acapulcoensis
- Calephelis arizonensis
- Calephelis australis
- Calephelis aymaran
- Calephelis azteca
- Calephelis bajaensis
- Calephelis baleuensis
- Calephelis braziliensis
- Calephelis browni
- Calephelis burgeri
- Calephelis californica
- Calephelis clenchi
- Calephelis costaricicola
- Calephelis dammersi
- Calephelis donahuei
- Calephelis dreisbachi
- Calephelis freemani
- Calephelis guadeloupe
- Calephelis guatemala
- Calephelis huasteca
- Calephelis inca
- Calephelis laverna
- Calephelis louisiana
- Calephelis matheri
- Calephelis maya
- Calephelis mexicana
- Calephelis montezuma
- Calephelis nemesis
- Calephelis neuvoleon
- Calephelis perditalis
- Calephelis pumila
- Calephelis sacapulas
- Calephelis schausi
- Calephelis sinaloensis
- Calephelis sixola
- Calephelis stallingsi
- Calephelis tapuyo
- Calephelis trinidadensis
- Calephelis wellingi
- Calephelis virginiensis
- Calephelis yautepequensis
- Calephelis yucatana